# François Ramoneda
Pas d'image ? Cliquez ici

a Compétitions nationales et continentales officielles uniquement.

Dernière mise à jour le 06 mai 2019.
François Ramonéda, né le 31 août 1986, est un joueur français de rugby à XV, mesurant 1,90m et pesant 100 kg, évoluant au poste de troisième ligne aile et centre.

## Biographie
Formé à Bagnols-sur-Cèze au RCBM tout comme Jennifer Troncy , après avoir intégré le centre de formation de Béziers en 2003, François Ramonéda joue son premier match en équipe première en 2008 au Lyon olympique universitaire rugby et souvent capitaine du club.
Capitaine lors de la remontée de l' AS Béziers en PRO D2 en 2011, il a décroché le titre de Champion de France de Fédérale 1. Il a reçu l'Oscar Midi Olympique récompensant sa saison. 
Très apprécié des supporters biterrois, avec plus de 200 matchs sous les couleurs rouge et bleu, il est élu cinq fois "Meilleur joueur" dans le cadre du Trophée Jack Cantoni, récompensant le Biterrois de la saison, remis par l'association Rugbiterre  et lauréat du Trophée d'Oc récompense d'une saison par le Midi Libre. 